# 丹麥的古斯塔夫王子
古斯塔夫王子（丹麥語：Prins Gustav，1887年3月4日—1944年10月5日），全名克里斯蒂安·卡尔·弗雷德里克·瓦尔德马·古斯塔夫（Christian Frederik Wilhelm Valdemar Gustav），是丹麥國王弗雷德里克八世的第四个儿子，克里斯蒂安十世的弟弟。